# Apodide
Apodidele (Apodidae) sau drepnelele sunt o familie de păsări cu peste 80 de specii cu o largă răspândire, lipsind numai în regiunile polare. Ele fac parte din ordinul taxonomic Apodiformes și sunt întâlnite cel mai frecvent în regiunile tropicale. Drepnelele trăiesc de la  regiunile de litoral până la limita zăpezilor eterne, unele specii s-au adaptat la viața în orașe. Păsările au aspectul unor rândunele, dar au aripile mai lungi în formă de seceră. Corpul are o formă perfect aerodinamică ca o adaptare la un zbor rapid, dovadă fiind și primele remige, foarte lungi și înguste. Picioarele sunt scurte nedezvoltate, servind numai la agățat pe suprafețe verticale aspre. Gura ca și caprimulgii o pot deschide larg, însă drepnelele au ciocul mai mic. Când o perioadă mai lungă nu au posibilitate de hrănire, adulți, chiar și puii cad într-o stare de amorțire, cu reducerea pulsațiilor cardiace și a temperaturii corpului. Hrana lor constă din insecte prinse din zbor, ele sunt vânate cu o viteză mare din zori până seara târziu. Adulții își pot petrece noaptea planând la înălțimi mari, chiar când dorm. Păsările nu coboară pe sol, cuibăresc în crăpături, cavități, ornamentații de clădiri, cuiburile ele pot construi cu salivă amestecată cu lut. Puii pot sta în cuib până la șase săptămâni. În România se pot întâlni trei specii: drepneaua mică (Apus apus), ca. 18 cm, drepneaua mare (Apus melba) 21 cm și drepneaua palidă (Apus pallidus).

## Specii din România
Avifauna României conține 3 specii de apodide:
- Tachymarptis melba (Tachymarptis melba melba) = Drepnea mare,  Drepnea alpină
- Apus apus (Apus apus apus) = Drepnea neagră, Drepnea
- Apus pallidus (Apus pallidus brehmorum) = Drepnea palidă

## Specii din Republica Moldova
Avifauna Republicii Moldova conține o singură specie de apodide:
- Apus apus (Apus apus apus) = Drepnea neagră

## Lista speciilor din România
| Denumirea științifică latină                          | Denumirea română             | Subspecii                                      | Categorie fenologică        | Populația estimată din România                            | Statutul IUCN              | Imaginea |
| Ordinul: Apodiformes                                  |                              |                                                |                             |                                                           |                            |          |
| Familia: Apodidae                                     |                              |                                                |                             |                                                           |                            |          |
| Tachymarptis melba (Linnaeus, 1758) (sin. Apus melba) | Drepnea mare, Drepnea alpină | Tachymarptis melba melba (Linnaeus, 1758)      | Migratoare. Oaspete de vară | 1.200-3.000 de perechi cuibăritoare                       | Neamenințată cu dispariția |          |
| Apus apus (Linnaeus, 1758)                            | Drepnea neagră, Drepnea mică | Apus apus apus (Linnaeus, 1758)                | Migratoare. Oaspete de vară | 15.000-60.000 de perechi cuibăritoare                     | Neamenințată cu dispariția |          |
| Apus pallidus (Shelley, 1870)                         | Drepnea palidă               | Apus pallidus brehmorum E. J. O. Hartert, 1901 | Migratoare. Oaspete de vară | În perioada 2010-2014 au fost observate numai 5 exemplare | Neamenințată cu dispariția |          |

## Sistematică
Familia apodide conține 96 de specii aparținând la 19 de genuri, care sunt repartizate în 2 subfamilii: Cypseloidinae și Apodinae. Subfamilia Apodinae este divizată în 3 triburi: Chaeturini, Collocaliini și Apodini.:
- Subfamilia Cypseloidinae

- Cypseloides

- Cypseloides cherriei
- Cypseloides cryptus
- Cypseloides storeri
- Cypseloides niger
- Cypseloides lemosi
- Cypseloides rothschildi
- Cypseloides fumigatus
- Cypseloides senex

- Streptoprocne

- Streptoprocne rutila
- Streptoprocne phelpsi
- Streptoprocne zonaris
- Streptoprocne biscutata
- Streptoprocne semicollaris

- Subfamilia Apodinae

- Tribul Chaeturini

- Mearnsia

- Mearnsia picina
- Mearnsia novaeguineae

- Zoonavena

- Zoonavena grandidieri
- Zoonavena thomensis
- Zoonavena sylvatica

- Telacanthura

- Telacanthura ussheri
- Telacanthura melanopygia

- Rhaphidura

- Rhaphidura leucopygialis
- Rhaphidura sabini

- Neafrapus

- Neafrapus cassini
- Neafrapus boehmi

- Chaetura

- Chaetura fumosa
- Chaetura spinicaudus
- Chaetura martinica
- Chaetura cinereiventris
- Chaetura egregia
- Chaetura vauxi
- Chaetura pelagica = Drepnea de horn
- Chaetura chapmani
- Chaetura meridionalis
- Chaetura brachyura

- Hirundapus

- Hirundapus caudacutus = Drepnea cu coadă țepoasă
- Hirundapus cochinchinensis
- Hirundapus giganteus
- Hirundapus celebensis

- Tribul Collocaliini = Salangane

- Collocalia

- Collocalia troglodytes
- Collocalia linchi
- Collocalia esculenta = Salangană strălucitoare

- Hydrochous

- Hydrochous gigas

- Aerodramus

- Aerodramus papuensis
- Aerodramus whiteheadi
- Aerodramus nuditarsus
- Aerodramus orientalis
- Aerodramus infuscatus
- Aerodramus hirundinaceus
- Aerodramus terraereginae
- Aerodramus brevirostris
- Aerodramus vulcanorum
- Aerodramus maximus
- Aerodramus vanikorensis
- Aerodramus sawtelli
- Aerodramus leucophaeus
- Aerodramus inquietus
- Aerodramus pelewensis
- Aerodramus bartschi
- Aerodramus mearnsi
- Aerodramus spodiopygius
- Aerodramus unicolor
- Aerodramus francicus
- Aerodramus elaphrus
- Aerodramus fuciphagus
- Aerodramus salangana

- Schoutedenapus

- Schoutedenapus myoptilus
- Schoutedenapus schoutedeni

- Tribul Apodini

- Aeronautes

- Aeronautes saxatalis
- Aeronautes montivagus
- Aeronautes andecolus

- Tachornis

- Tachornis phoenicobia
- Tachornis furcata
- Tachornis squamata

- Panyptila

- Panyptila sanctihieronymi
- Panyptila cayennensis

- Cypsiurus

- Cypsiurus parvus = Drepnea de palmier
- Cypsiurus balasiensis

- Tachymarptis

- Tachymarptis melba = Drepnea mare
- Tachymarptis aequatorialis = Drepnea bălțată

- Apus

- Apus acuticauda
- Apus pacificus = Drepnea răsăriteană
- Apus caffer = Drepnea cu târtiță albă
- Apus batesi
- Apus horus
- Apus nipalensis
- Apus affinis = Drepnea mică
- Apus niansae
- Apus bradfieldi
- Apus barbatus
- Apus sladeniae
- Apus balstoni
- Apus berliozi
- Apus unicolor = Drepnea brună
- Apus alexandri
- Apus pallidus = Drepnea palidă
- Apus apus = Drepnea neagră